# Бои за Северск
Бои́ за Се́верск — боевые действия за город Северск Донецкой области в ходе битвы за Донбасс во время вторжения России на Украину.

## Предшествующие события
В рамках так называемой второй фазы боевых действий Вооружённые силы РФ и ЛДНР начали боевые действия с целью оккупации территорий Луганской и Донецкой области. Итогом боевых действий стал частичный прорыв украинского фронта с захватом 25 июня Северодонецка, Сиротина, Воронова и Боровского. Через неделю закончилась и битва за Лисичанск, по итогу чего ЛНР смогла оккупировать всю Луганскую область, за исключением пары населённых пунктов.
Уже 4 июля стало очевидным, что ВС РФ продолжат своё наступление, но уже в сторону Донецкой области и остатков Луганской для захвата городов Славянск и Бахмут с целью расширения оперативного успеха. Так, советник президента Украины Алексей Арестович сообщил, что Лисичанск находится под угрозой захвата. Как сообщалось СМИ, войска РФ, не считаясь с потерями и сопутствующим ущербом, просто прорвались вперёд, после чего вся область фактически перешла под контроль России и ЛНР, позволив сконцентрировать силы на Донецком направлении.

## Боевые действия

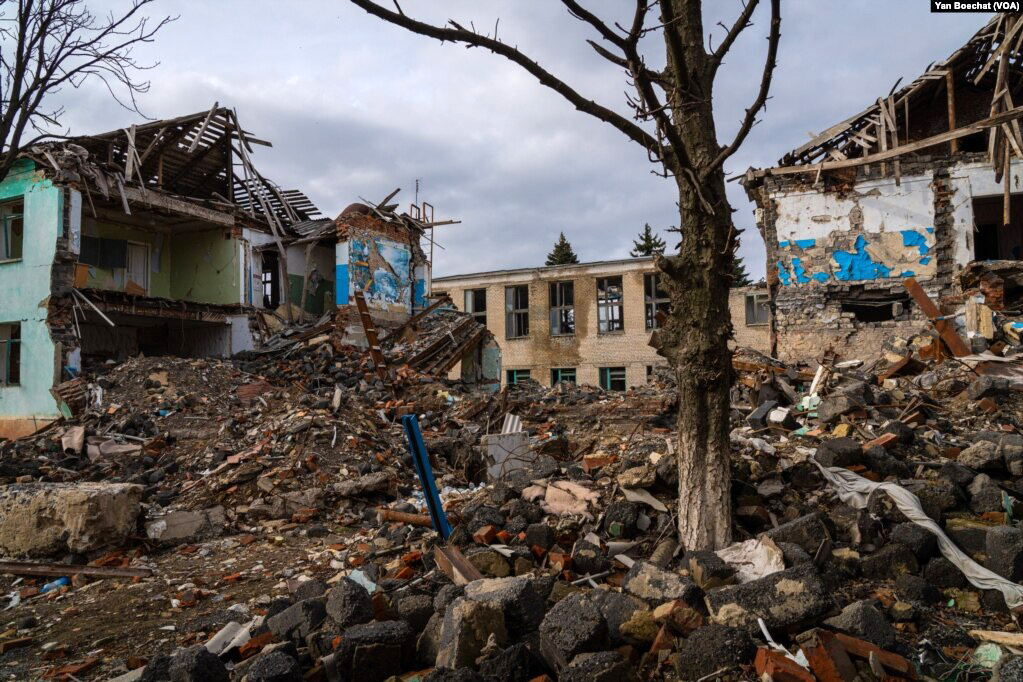
Северский профессиональный лицей, разрушенный обстрелом в мае 2022 года

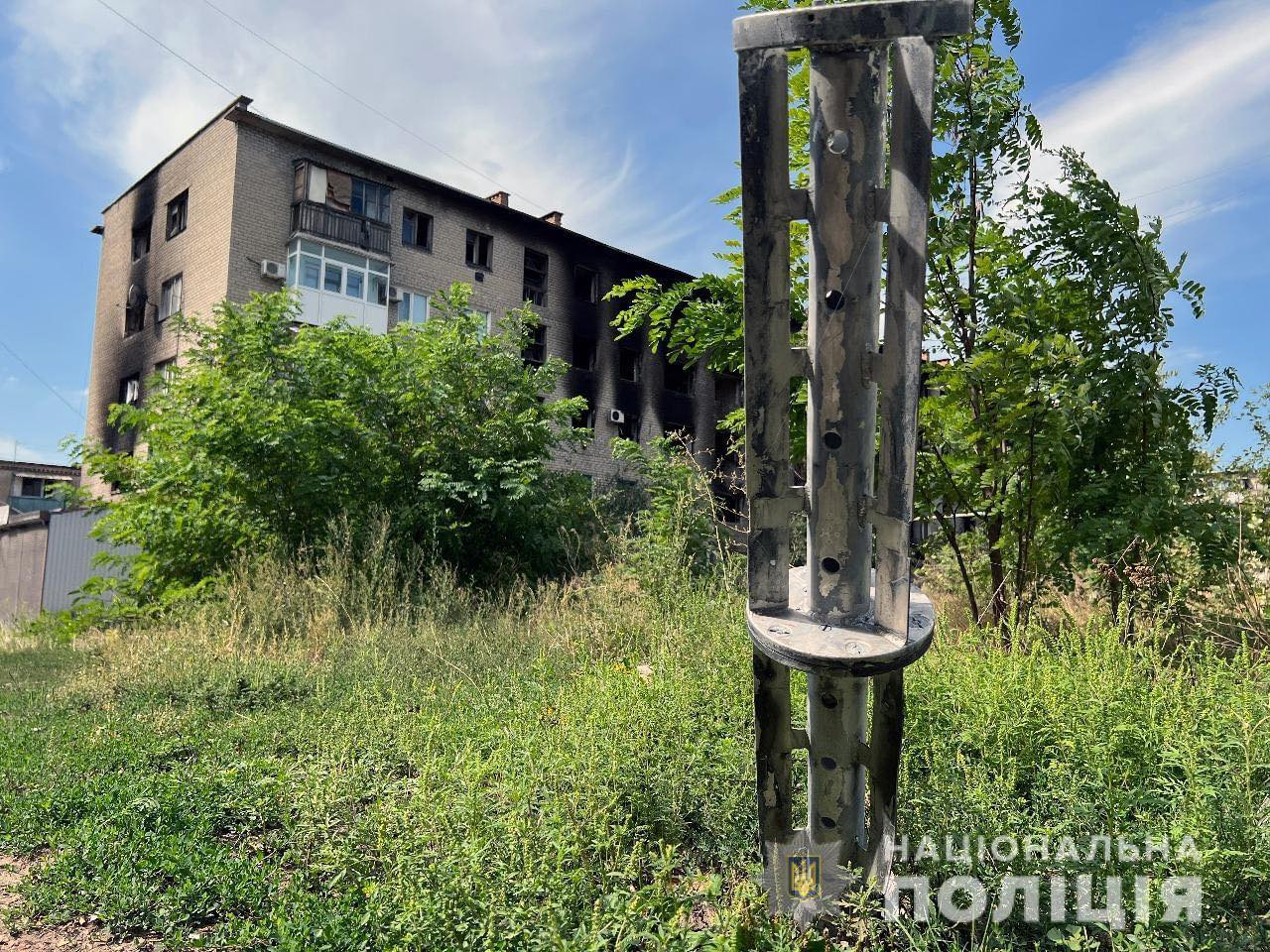
Дом в Северске и остатки кассетного снаряда (август 2022)

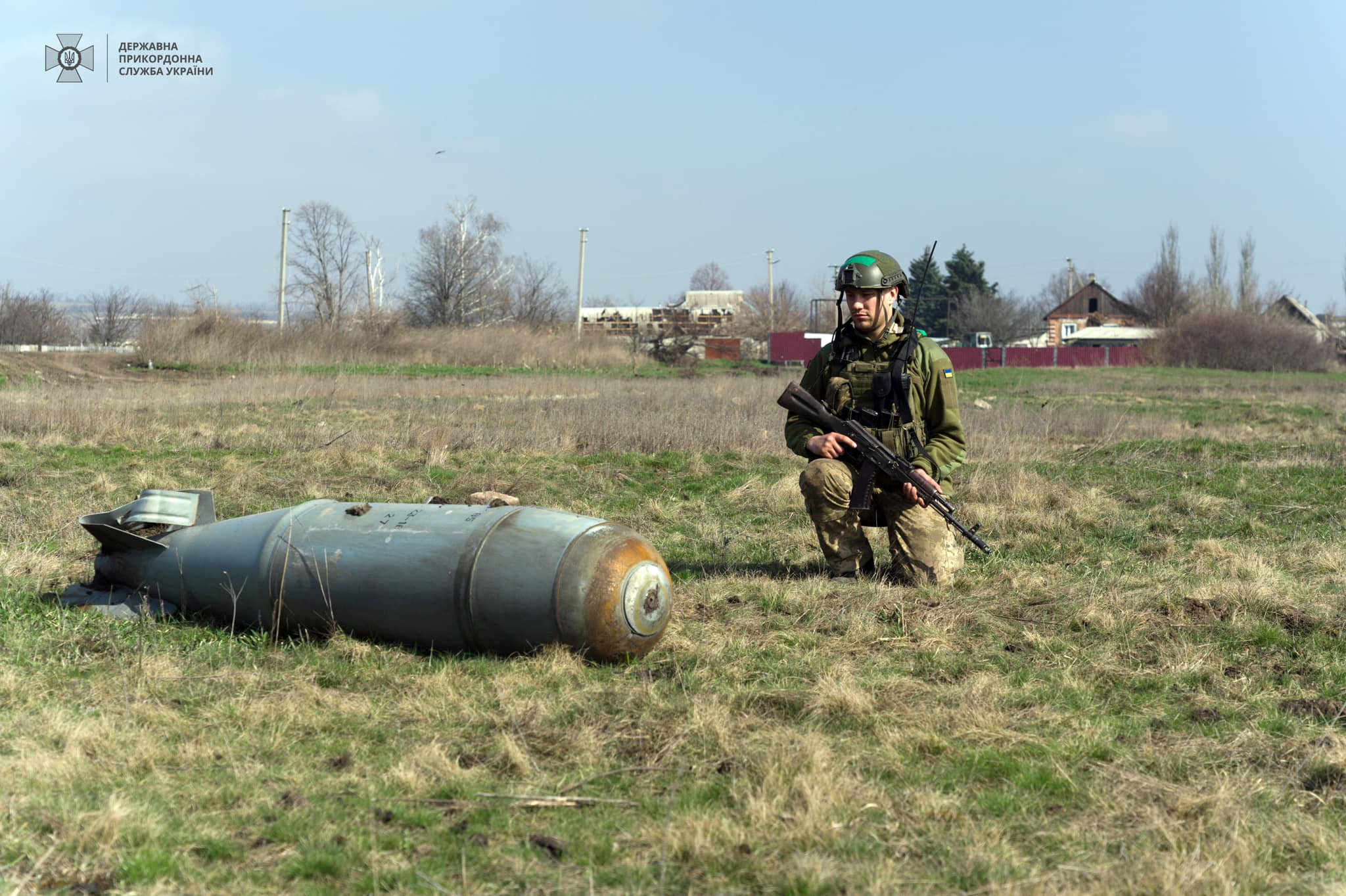
500-килограммовая осколочно-фугасно-зажигательная авиабомба в районе Северска, март 2023

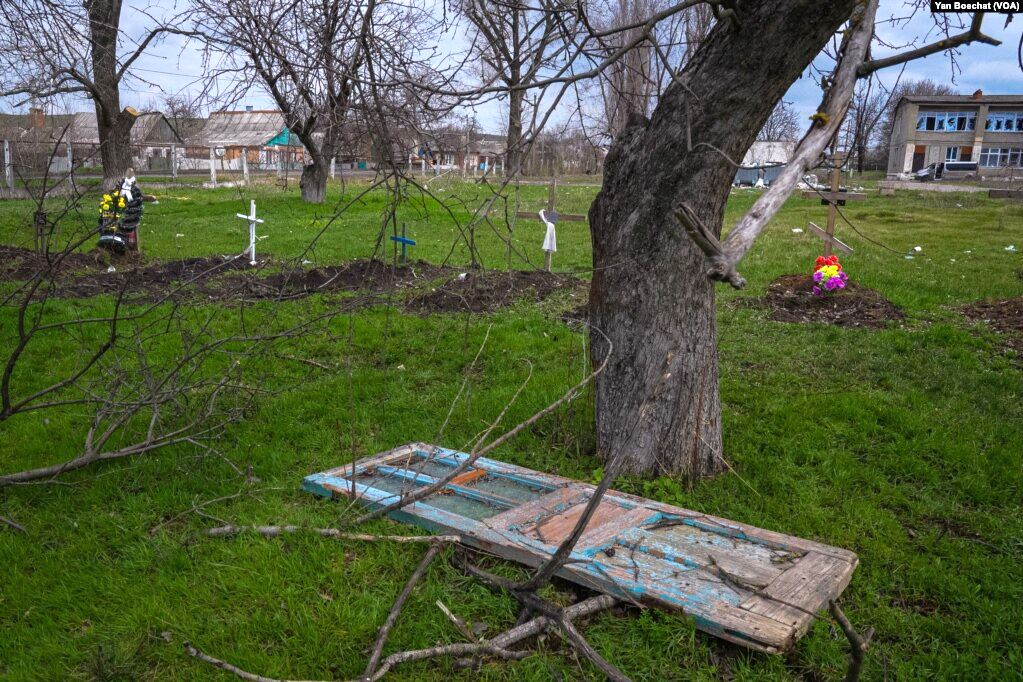
Захоронения, сделанные местными жителями на территории больницы из-за близости кладбища к линии фронта

Бои за Северск начались с 3 на 4 июля, когда НМ ЛНР анонсировала начало боевых за город Северск, а ВС РФ начали трёхстороннее наступление на поселение со стороны Соледара, Белогоровки и Ямполя. Так, через два дня ВС РФ завязали бои у сёл Спорное, Верхнекаменской и Григорьевки, а также южнее Белогоровки, дойдя на расстояние в 15 километров от самого города. 9 июля ВС РФ захватили Григорьевку, продолжив своё наступление на Северск, оказавшись через сутки в паре километров от города. 12 июля началось ограниченное наступление восточнее Северска, по итогу которого ВС РФ потерпели первое поражение с серьёзными потерями под Спорным и Ивано-Дарьевкой.
13 июля российская сторона объявила о том, что её войска успешно вошли в город, однако один из лидеров сепаратистского движения Игорь Гиркин заявил, что боёв не было — части вошли в город без боя при перегруппировке ВСУ. По итогу, уже на следующий день появились заявления о захвате города, однако ВСУ всё ещё удерживали его. В рамках продолжающегося наступления 15 июля произошло и второе поражение — армия России не смогла в очередной раз занять Верхнекаменское и Спорное.
16 июля МО РФ объявило о прекращении оперативной паузы для зачистки захваченных земель, продолжив наступление с неразвитых направлений к Северску с целью расширения оперативных возможностей боёв за город. Так, были неудачные попытки продвижения у Ивано-Дарьевки и Григорьевки, а также проведена артподготовка близлежащих поселений к Северску — Верхнекаменского и Звановки для расчистки поля боя. На следующий день активировались крупномасштабные бои за Ивано-Дарьевку, Белогоровку и Берестовое, в том числе с проведением аэровоздушной разведки. Бои только усиливались, в том числе на территории самого города, а 19 июля их впервые назвали ожесточёнными — тяжёлые позиционные бои шли в Григорьевке, Спорном, Ивано-Дарьевке, Серебрянке, Верхнекаменском и окраинах Северска, где ВСУ сохраняли последний очаг сопротивления. Также огнём артиллерии были уничтожены скопления техники ВСУ, что стало ударом по боеспособности частей Украины. 23 июля начался лобовой штурм Северска с восточного направления, попутно ударив по флангам в Верхнекаменке, сочетаясь с огневым подавлением частей Украины.
Однако уже 25 июля из-за больших потерь и отсутствия ротирования частей ВС РФ не смогли продвинуться дальше, а в некоторых местах и вовсе были вынуждены отступать, а к 28 июля сложилась обстановка позиционных боёв с артиллерийским дуэлями. 7 сентября в рамках контрнаступления 80-я десантно-штурмовая бригада Украины и батальон «Донбасс» оттеснила ВС РФ из Северска и его окрестностей к Верхнекаменке, заставив их отступить обратно в Луганскую область, а 9 сентября оставшиеся части РФ полностью завершили его полуокружение, отойдя назад.

## Подтверждённые потери
Четыре иностранных добровольца — два американца, один канадец и один швед — воюющие на стороне Украины, были убиты танковым огнем 22 июля во время попытки очистить овраг под Северском от российских войск, по словам командующего их территориальными силами обороны Руслана Мирошниченко.
Глава военной администрации Донецкой области сообщил о 30 погибших российских солдатах в результате рейда на периферии, а также заявил, что российские потери постоянно растут.
По словам высокопоставленного представителя ДНР, потери украинцев с начала боя составляют более 25 военнослужащих убитыми и не менее 100 ранеными. Этот же офицер позже связывает эти довольно значительные потери с высокоточными реактивными системами залпового огня, поставленными России и ее союзникам на Донбассе.

## Влияние сражения и его оценки
20 июля Институт изучения войны (ISW) заявил, что российская группировка в районе Северска, вероятно, сильно деградировала в результате недавних операций по завершению захвата административных границ Луганской области и поэтому лишь медленно и упорно продвигается к Северску, и что они продолжают деградировать. Так, силы РФ потеряли собственную наступательную боевую мощь в локальных боях за небольшие и относительно неважные населенные пункты. Также было заявлено, что российские войска с трудом продвигались по относительно малонаселенной и открытой местности и столкнулись с местностью, гораздо более благоприятной для украинских защитников, чем если бы они подошли к трассе E40 в районе Славянска и Бахмута, из-за растущей плотности населения и застроенного характера этих территорий.